# Bom Jesus dos Perdões
Bom Jesus dos Perdões là một đô thị ở bang São Paulo của Brasil. Đô thị này nằm ở vĩ độ 23º08'06" độ vĩ nam và kinh độ 46º27'55" độ vĩ tây, trên khu vực có độ cao 770 m. Dân số năm 2004 ước tính là 15.088 người.

## Thông tin nhân khẩu
Dữ liệu dân số theo điều tra dân số năm 2000
Tổng dân số: 13.313
- Dân số thành thị: 11.223
- Dân số nông thôn: 2.090
- Nam giới: 6.689
- Nữ giới: 6.624

Mật độ dân số (người/km²): 122,70
Tỷ lệ tử vong trẻ sơ sinh dưới 1 tuổi (trên một triệu người): 16,80
Tuổi thọ bình quân (tuổi): 70,73
Tỷ lệ sinh (số trẻ trên mỗi bà mẹ): 2,45
Tỷ lệ biết đọc biết viết: 89,55%
Chỉ số phát triển con người (HDI-M): 0,780
- Chỉ số phát triển con người - Thu nhập: 0,719
- Chỉ số phát triển con người - Tuổi thọ: 0,762
- Chỉ số phát triển con người - Giáo dục: 0,859

(Nguồn: IPEADATA)

### Sông ngòi
- Rio Cachoeira

### Các xa lộ
- SP-65
- SP-36